# Ibanez
Az Ibanez (アイバニーズ, Aibanīzu?) (IPA: [aɪˈbænɛz]) egy japán hangszergyártó cég, melyet a Hoshino Gakki alapított 1957-ben. Székhelye ma már az Egyesült Államokbeli Pennsylvania Bensalem városában található. A cég főleg elektromos gitárjaival és gitárkiegészítőivel szerzett magának hírnevet. Az Ibanez márkanév napjainkban is az egyik legközkedveltebb elektromos gitárokat fémjelzi, főleg a metálzenészek körében.

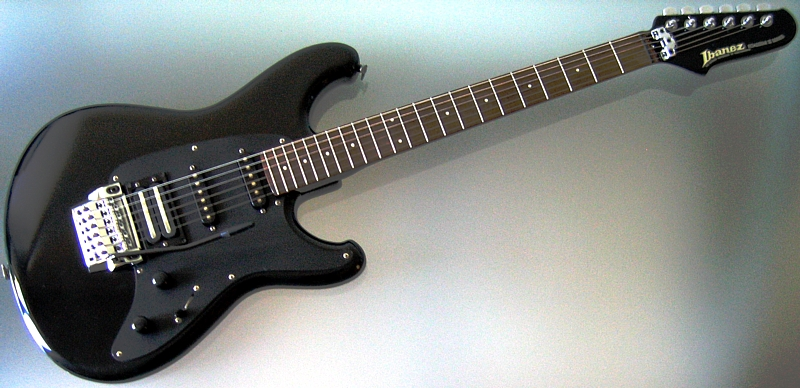
Ibanez 440/RS

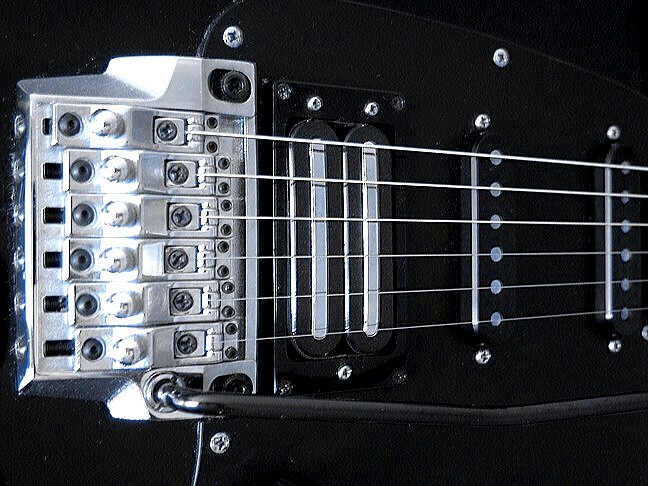
Ibanez 440/RS - húrláb

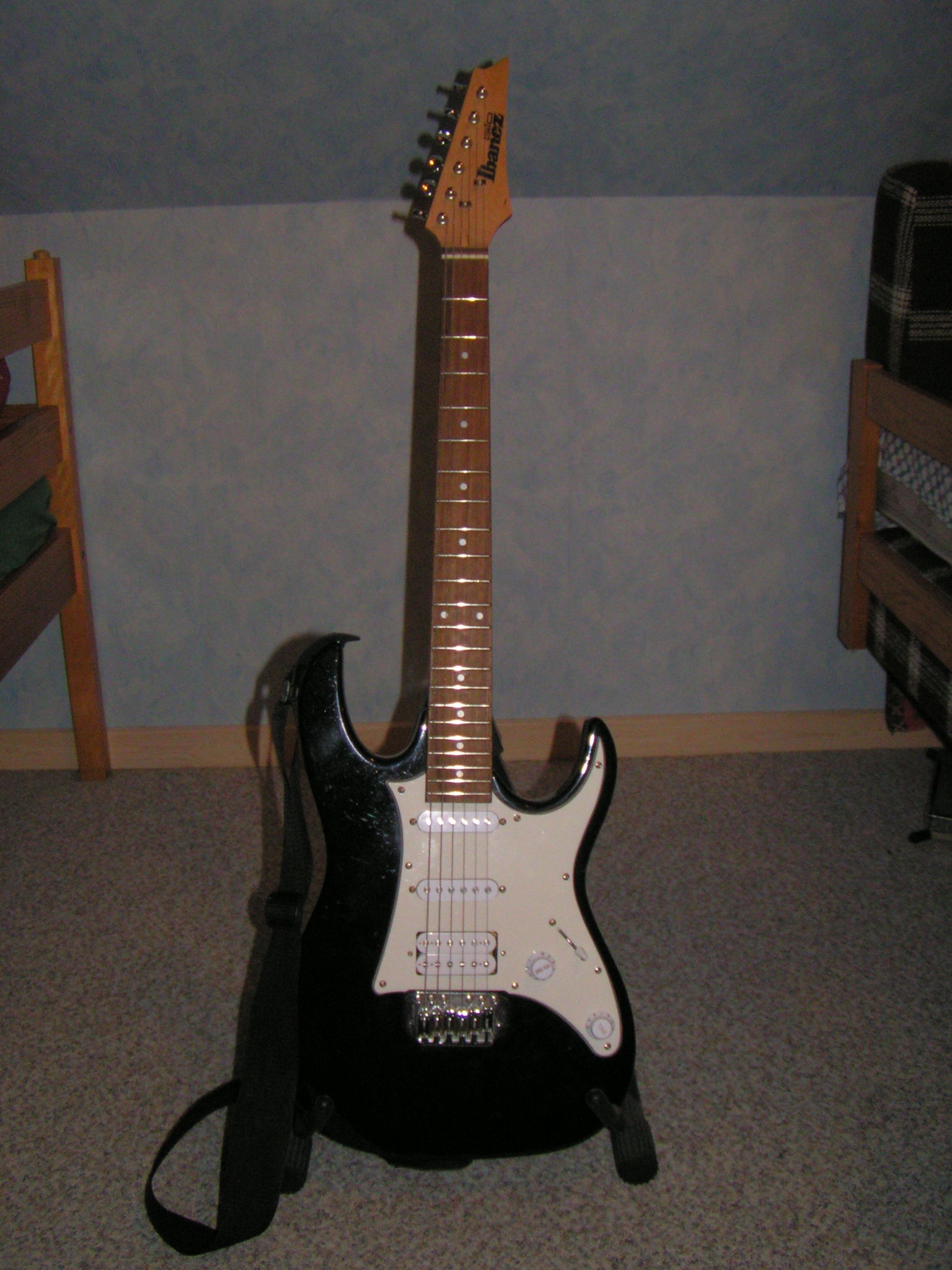
Ibanez RX40

## Története
A vállalat elődje a The Hoshino Gakki Company már 1900 óta foglalkozott hangszerek értékesítésével a Hoshino Shoten könyvesbolt leányvállalataként. 1935-ben kezdtek saját húros hangszerek készítésébe. A cégnek az 1960-as évek közepére már a nyugati világban is volt némi ismertsége.
Kezdetben Spanyolországból importált gitárok eladásával foglalkoztak, de mikor az üzletüket lerombolták az 1936–39 közötti spanyol polgárháborúban és a spanyol készletek tönkrementek, megvették a jogokat és saját spanyol akusztikus gitárok készítésébe kezdtek először „Ibanez Salvador”, majd később „Ibanez” néven.

## Külső hivatkozások
- Az Ibanez hivatalos honlapja